# Медалиев, Афанасий Гаврилович
Афанасий Гаврилович Медалиев (1893, Дагестанская область, Российская империя — 5 июня 1966) — советский колхозник. Герой Социалистического Труда (1950).

## Биография
Афанасий Медалиев родился в 1893 году в Дагестанской области (сейчас Дагестан). По национальности армянин.
После того как в городе Кизляр был организован колхоз, вступил в него и в течение всей жизни занимался виноградарством. Впоследствии стал руководить звеном виноградарей.
В 1949 году звено Медалиева показало высокий результат: с площади 3,9 гектара поливных виноградников оно собрало в среднем 210,9 центнера винограда с гектара.
12 июля 1950 года Указом Президиума Верховного Совета СССР за получение высоких урожаев винограда в 1949 году удостоен звания Героя Социалистического Труда с вручением ордена Ленина и золотой медали «Серп и Молот».
Умер 5 июня 1966 года. Похоронен на армянском кладбище в Кизляре.
Награждён орденом Трудового Красного Знамени (17 сентября 1949), медалями.

## Семья
Был женат, вырастил дочь.